# Forest City, Iowa
Forest City là một thành phố thuộc quận Winnebago, tiểu bang Iowa, Hoa Kỳ. Năm 2010, dân số của thành phố này là 4151 người.

## Dân số
Dân số qua các năm:
- Năm 2000: 4362 người.
- Năm 2010: 4151 người.